# Distrito de Kolhapur
Kolhapur (en maratí; कोल्हापूर जिल्हा ) es un distrito de India, parte de la división de Pune en el estado de Maharastra . 
Comprende una superficie de 7 685 km².
El centro administrativo es la ciudad de Kolhapur.

## Demografía
Según censo 2011 contaba con una población total de 3 874 015 habitantes.